# Haute Voltige sur Miami
Pour plus de détails, voir Fiche technique et Distribution.
Haute Voltige sur Miami (Cutaway) est un téléfilm réalisé par Guy Manos, diffusé en 2000.

## Synopsis
Un agent du FBI reçoit une mission : infiltrer un gang de passeurs de drogue dont les membres sont des experts en chute libre.

## Fiche technique
- Titre français : Haute Voltige sur Miami
- Titre original : Cutaway
- Réalisation : Greg Manos
- Scénario : Guy Manos, Guy Manos & Tony Griffin
- Musique : Larry Brown
- Photographie : Norman Kent & Gerry Lively
- Montage : Martin Hunter
- Production : David Glasser
- Sociétés de production : Cutting Edge Entertainment, Golden ParaShoot Entertainment & Liaison Entertainment
- Société de distribution : Ascot Video
- Pays :  États-Unis
- Langue : anglais
- Format : Couleur - Dolby Digital - 35 mm - 1.85:1
- Genre : Action, Policier
- Durée : 104 min

## Distribution
- Stephen Baldwin (VF : Lionel Melet) : L'agent Victor 'Vic' Cooper
- Tom Berenger (VF : Richard Darbois) : Red Line
- Maxine Bahns (VF : Blanche Ravalec) : Star
- Ron Silver (VF : Jean-Luc Kayser) : Le lieutenant Brian Margate
- Dennis Rodman (VF : Bruno Dubernat) : Randy 'Turbo' Kingston
- Roy Ageloff : Boom-Boom
- Marcos A. Ferraez : Rush
- Adam Wylie : Cal
- Thomas Ian Nicholas : Rip
- Phillip Glasser : Cord
- Casper Van Dien (VF : Denis Boileau) : Delmira
- Cat Wallace : La pilote blonde